# 尘芥集
《尘芥集》是日本战国时代陆奥国战国大名伊达氏伊达稙宗于天文5年（1536年）制定的分国法。总共内容有170条，是战国时代规模最大的分国法，体裁受到了御成败式目的影响。《尘芥集》助伊达氏成为战国大名，是其称霸陆奥的基础。

## 關連項目
- 桑折西山城